# Философия права (Гегель)
«Философия права» (нем. Philosophie des Rechts, полное название Основания естественного права и науки о государстве. Основы философии права, нем. Grundlinien der Philosophie des Rechts oder Naturrecht und Staatswissenschaft im Grundrisse) — работа Гегеля, опубликованная в 1820 году, хотя на оригинальном титуле книга датирована 1821 годом.

## Содержание
Эта работа является наиболее сформировавшимся утверждением его взглядов на философию права, социальную философию и философию политики и является раскрытием понятий, только кратко сформулированных в Энциклопедии философских наук, опубликованных в 1817 году (а затем в 1827 и в 1830 годах).
Гегель рассматривал эту работу как конспект лекций по философии права, предназначенный для его слушателей: 
«Главным мотивом публикации этого очерка явилась необходимость дать в руки слушателям путеводную нить к тем лекциям, которые я официально читаю по философии права. В этом пособии более полно и более систематически излагаются фундаментальные идеи на ту же тему, содержащиеся в Энциклопедии философских наук, которую я, впрочем, также посвятил целям моего преподавания».

### Нравственность

#### Государственное устройство
Государство есть действительность нравственной идеи:385. Наивысшая обязанность каждого человека — быть гражданином государства:386. Государство есть действительность конкретной свободы, где единичность и особенные интересы получают развитие, но они переходят через себя в интересах общего:397. Человек должен находить собственный интерес при исполнении обязанностей:400. Государство существует только потому, что в нем есть два элемента: семья и гражданское общество:403. Целью государства является обеспечение счастья своих граждан:405.

#### Разделение властей и форма правления
Борьба независимых властей приводит к разрушению государства, поскольку самостоятельные ветви власти — законодательная и исполнительная — пытаются поглотить друг друга:431. В государстве существуют три вида власти: законодательная, правительственная, в которую входит судебная, и княжеская:433. Гегель считает лучшей формой правления конституционную монархию, поскольку монархия, аристократия и демократия имеют своей основой нераздельное субстанциальное единство и не достигли глубины и конкретной разумности:434. И эти формы правления низводятся в конституционной монархии до моментов: монархия представляет собой княжескую власть, аристократия — правительственную, а демократия — законодательную:434-435. Гегель считает, что государственное устройство детерминировано, и народ заслуживает именно то устройство, которое он имеет:439.

#### Внешняя политика
Автор считает, что война сохраняет нравственное здоровье народов, она необходима для защиты народов от «гниения»:508. Так как между государствами не существует арбитра, то все споры между ними решаются посредством войны:523-524. В случае объединения государств в одну семью — союз, — то существует необходимость наличия общего врага в виде противоположности. Таким образом, Гегель описал прообраз Ялтинско-Потсдамской системы международных отношений:510.

#### Всемирная история
Гегель выделяет четыре царства в истории: восточное, греческое, римское и германское, которое является, по его мнению, высшей стадией развития государства:536.

## Издания на русском языке
- Гегель, Г. Философия права / Георг Вильгельм Фридрих Гегель ; [перевод с немецкого Б. Столпнера]. — Москва : Издательство АСТ, 2023. — 544 с. — (Эксклюзивная классика). — ISBN 978-5-17-154274-0